# Les Vikings attaquent
Pour plus de détails, voir Fiche technique et Distribution.
Les Vikings attaquent (I normanni) est un film italien réalisé par Giuseppe Vari, sorti en 1962.

## Fiche technique
- Titre original : I normanni
- Titre français : Les Vikings attaquent
- Réalisation : Giuseppe Vari, assisté de Mario Bava
- Assistant réalisateur:Marcello Crescenzi et Teodoro Ricci
- Scénario : Nino Stresa
- Dialogues français:Lucette Gaudiot
- Adaptation française:Jacques Michau
- Photographie : Marco Scarpelli
- Musique de :Roberto Nicolosi
- Montage : Lina Caterini
- Distributeur :Cosmopolis films et les films Marbeuf (France)
- Pays d'origine : Italie
- Genre : aventure
- Date de sortie : 1962

## Distribution
- Cameron Mitchell (VF : Jean Claudio)  : Wilfred, Duc de Saxony
- Geneviève Grad  (VF : Elle-même) : Svetania
- Ettore Manni  (VF : Roland Menard) : Olivier D'Anglon
- Philippe Hersent  (VF : Louis Arbessier) : Olaf
- Piero Lulli  (VF : Jean-Claude Michel) : Burton
- Paul Müller (VF : Raymond Loyer)  : Thomas
- Franca Bettoja  (VF : Mireille Darc) : la reine Patricia
- Nazzareno Zamperla:William
- Pietro Marascalchi: Thor le viking
- Tony di Mitri (VF : Maurice Sarfati) :James
- Gianni Solaro (VF : Roger Treville) :Le roi Dagobert
- Livia Contardi: Dame de compagnie
- Gilberto Galimberti (VF : Claude Joseph) : Erik
- Raffaele Baldassarre (VF : Michel Gatineau) : Dag le viking
- Cinzia Bruno :Svetania enfant